# Onthophagus coproides
Onthophagus coproides là một loài bọ cánh cứng trong họ Bọ hung (Scarabaeidae).